# 相月バイパス
相月バイパス（あいづきバイパス）は、静岡県浜松市内にある、全長約1.1kmの国道152号バイパス。

## 概要
- 起点 - 静岡県浜松市天竜区佐久間町相月
- 終点 - 静岡県浜松市天竜区佐久間町相月
- 全長 - 1.08km
- 規格 - 第3種3級
- 道路幅員
  - 一般部・橋梁部 - 8.5m
  - トンネル部 - 7.5m
- 車線数 - 2車線
- 車線幅員 - 3.25m
- 設計速度 - 50km/h

## 沿革
- 1994年度 - 事業化
- 1996年 - 着工
- 2000年4月 - 相月トンネル（479m）の掘削開始
- 2003年9月12日 - 開通